# Johann Matthias Gierse

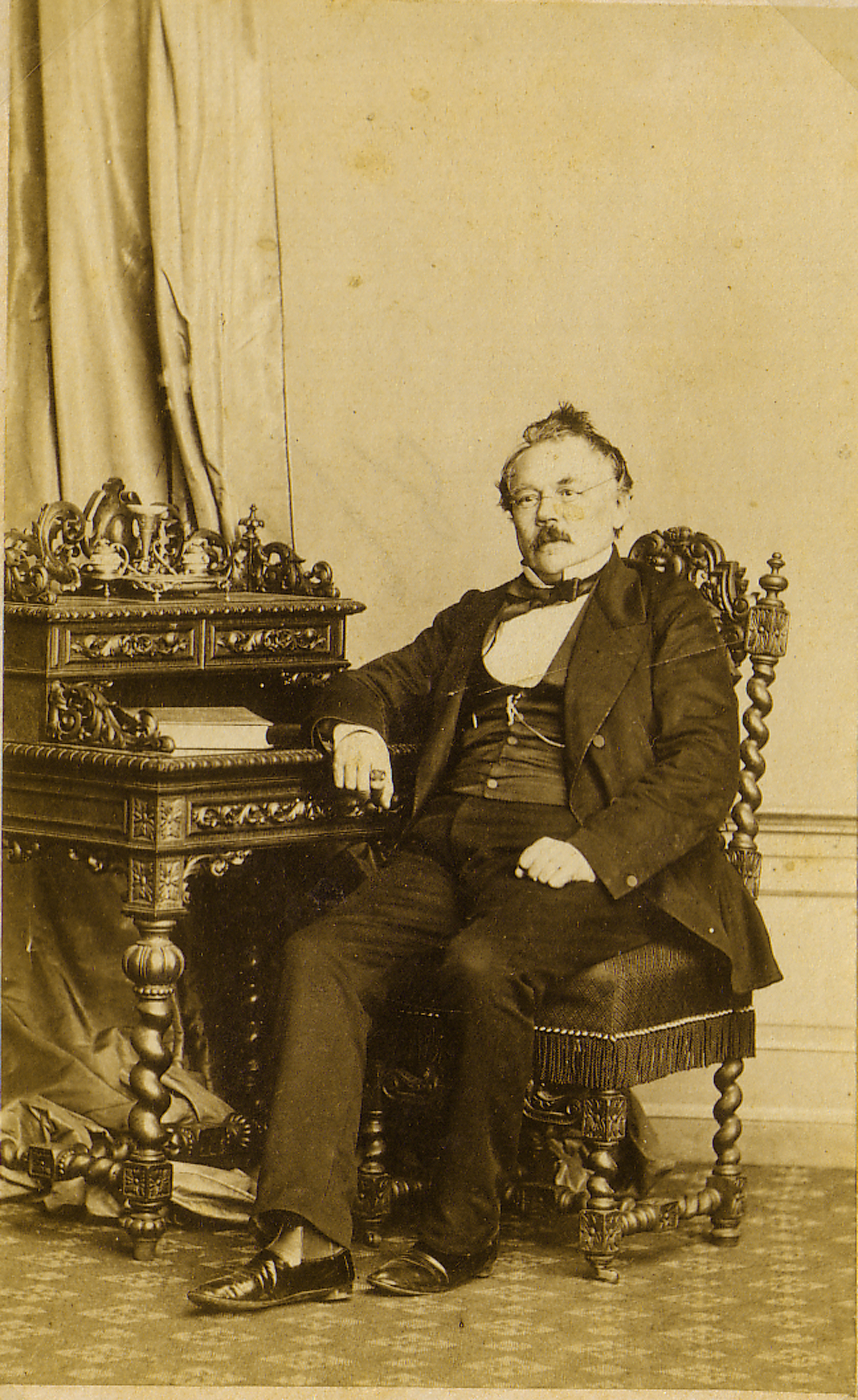
Johann Matthias Gierse

Johann Matthias Gierse (* 19. Juni 1807 in Gellinghausen bei Meschede; † 7. Juni 1881 in Münster) war ein Jurist und Politiker. Er gilt als einer der Führungsfiguren in der zweiten Phase der Revolution von 1848/49 in Westfalen.

## Familie und Ausbildung
Sein Vater war Schultheiß in Meschede. Gierse besuchte unter anderem die Stadtschule in Meschede und das Gymnasium Laurentianum in Arnsberg, dass er 1826 mit dem Abitur verließ. Er studierte vor allem Rechtswissenschaften in Bonn und trat dort 1828 trotz der Karlsbader Beschlüsse der Alten Bonner Burschenschaft Germania bei. Er setzte sein Studium in Marburg fort und war dort der Gründer einer Burschenschaft. Das juristische Examen wollte Gierse wieder in Bonn ablegen, musste die Vorbereitung aber zu Hause durchführen, da gegen ihn wegen eines studentischen Duell ermittelt wurde. Nach dem erfolgreichen Universitätsexamen war Gierse am Hofgericht in Arnsberg beschäftigt und legte dort 1830 das erste Staatsexamen – die Auskulatorprüfung – ab. Zwischen 1830 und 1834 leistete Gierse seinen Militärdienst ab und war im juristischen Vorbereitungsdienst u. a. am Stadtgericht in Fredeburg, an den Oberlandesgerichten Münster und Paderborn tätig. In Paderborn machte er 1833 auch das Referendarsexamen.

## Verhaftung und Verurteilung als Burschenschafter
Noch im selben Jahr wurde er wegen seiner Mitgliedschaft und herausragenden Stellung in den Burschenschaften verhaftet und als Untersuchungshäftling nach Berlin überstellt. Insgesamt anderthalb Jahre blieb er inhaftiert und gab schließlich seine Mitgliedschaft in einer verbotenen Vereinigung zu. Im Jahr 1836 wurde Gierse daher vom Kammergericht Berlin zu sechsjähriger Arrest, Amtsenthebung und Amtsunfähigkeit verurteilt, obwohl er sich nie politisch betätigt hatte. Er ist im Schwarzen Buch der Frankfurter Bundeszentralbehörde (Eintrag Nr. 518) festgehalten. Die Festungshaft verbrachte Gierse durch Fürsprache in Paderborn. Durch Fürsprache des Oberlandgerichtspräsidenten waren die Haftbedingungen ausgesprochen gut. Nach eineinhalb Jahren wurde Gierse begnadigt, blieb aber seines Amtes enthoben. Erst auf Fürsprache des ehemaligen Oberpräsidenten Ludwig von Vincke wurde Gierse zum dritten juristischen Staatsexamen zugelassen.

## Beamter im Berliner Justizministerium
Angesichts seiner gerade abgesessenen Haftstrafe ist es bemerkenswert, dass Gierse im Berliner Justizministerium angestellt wurde. Gleichzeitig begann er sich im engeren Sinn politisch zu engagieren. Nach dem Regierungsantritt von Friedrich Wilhelm IV. plädierte er etwa öffentlich für die Amnestie der wegen politischer Vergehen unter Friedrich Wilhelm III. Verurteilten. Tatsächlich bekam Gierse von seinen Vorgesetzten den Auftrag eine entsprechende Verfügung zu entwerfen, die vom König schließlich auch unterzeichnet wurde. Damit war Gierse auch selbst rehabilitiert.
Im Jahr 1841 heiratete Gierse Sophie von Livonius, eine Gutsbesitzertochter aus der Herrschaft Hammerstein. Beruflich zwang ihn ein Nervenzusammenbruch zur Aufgabe seiner Tätigkeit im Ministerium und ging als Justizkommissar (d. h. Rechtsanwalt) zum Oberlandesgericht in Hamm und wechselte 1843 nach Münster. Er spezialisierte sich ähnlich wie Johann Friedrich Joseph Sommer auf die Rechte der Bauern. Dabei spielte insbesondere das unklare geregelte Jagdrecht von den Gutsbesitzer und dem Adel auf der einen Seite und den Bauern auf der anderen Seite eine wichtige Rolle. Es ging ihm letztlich um die Aufhebung des feudalen Jagdrechts des Adels auf dem Grund der bäuerlichen Landbesitzer.

## Gierse während der Revolution von 1848/49
Der Einsatz für die Rechte der Landbevölkerung machte Gierse in ganz Westfalen populär und bei den Wahlen zur preußischen Nationalversammlung wurde er sowohl im Münsterland und im Sauerland nominiert, scheiterte aber in beiden Wahlkreisen knapp. Gleichwohl spielte er eine gewisse Rolle, da das von der Nationalversammlung beschlossene Jagdrecht und die Aufhebung der adeligen Vorrechte auf den Entwurf Gierses zurück. Die Auflösung der Nationalversammlung in Berlin löste insbesondere im Westen des preußischen Staates heftige Reaktionen aus. Es kam zu Volksversammlungen und Protestbewegungen. In Westfalen kam es Mitte November in Münster zu einem Kongress der demokratischen und (links-)liberalen Opposition. Neben Justizrat Groneweg wurde Gierse zum Präsidenten der Versammlung gewählt. Diese forderte die deutsche Einheit, eine Verfassung und beschloss mit Hilfe der Steuerverweigerung gegen die Auflösung des Parlaments zu protestieren. Kurze Zeit später wurde Gierse zusammen mit 15 weiteren Rednern des Kongresses verhaftet. Während der zweimonatigen Haftzeit fanden die Wahlen zur zweiten Kammer der neueinberufenen Landtages statt. Wurden bei der Wahl zur preußischen Nationalversammlung in Westfalen vielfach noch gemäßigte Politiker gewählt, spricht das Ergebnis dieses Urnengangs für einen deutlichen Schwenk hin zur entschieden demokratischen Vertretern. Gierse gewann allein drei Wahlkreise und nahm die Nominierung für Arnsberg an. Nach der gescheiterten Kaiserwahl wurde das Parlament in Berlin erneut aufgelöst. Damit endete Gierses politische Tätigkeit und er konzentrierte sich in den kommenden Jahrzehnten auf seine Anwaltstätigkeit.